# چواچی
چواچی (انگلیسی: Choachí) نام شهری در کشور کلمبیا است.